# Simon Bening

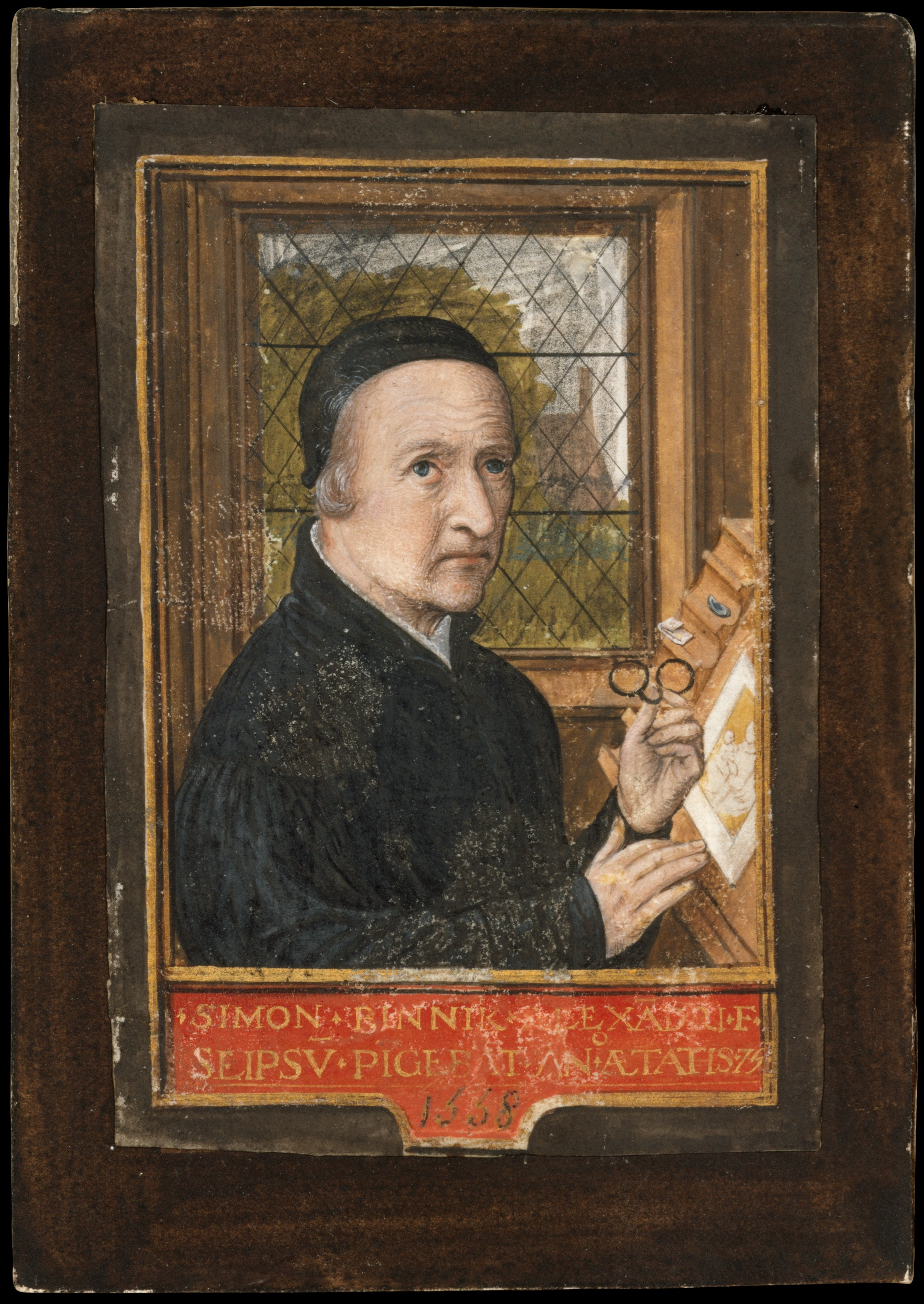
Simon Bening, Selbstporträt

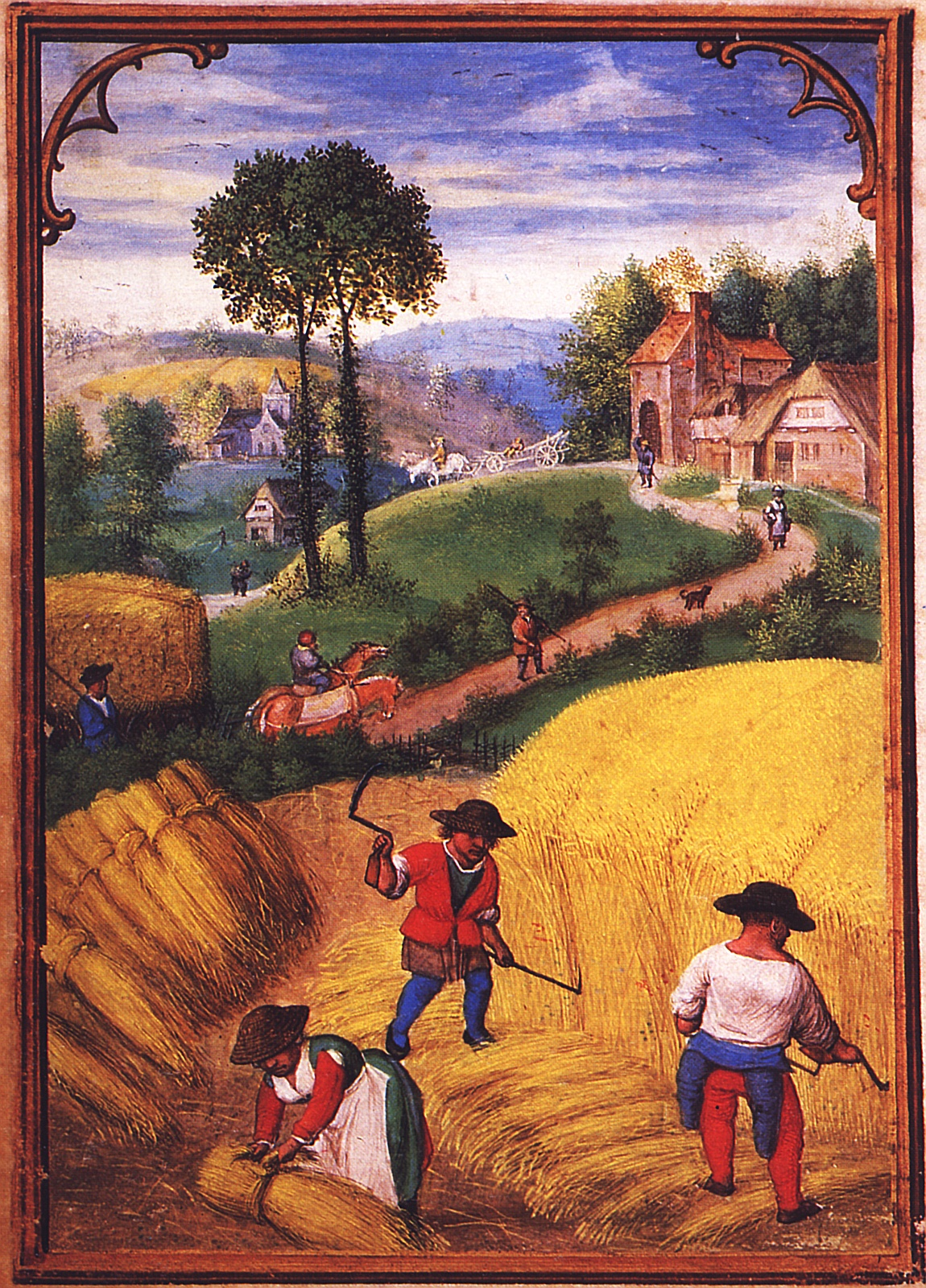
Flämischer Kalender, Monatsbild für den August

Simon Bening, auch Simon Bennik (* um 1483 in Gent; † 1561 in Brügge), war ein flämischer Miniaturenmaler und Illustrator. Er gilt als einer der bedeutenden Künstler seines Fachs. Er war der Vater von Levina Teerlinc.

## Leben
Bening wurde als Sohn des Miniaturen-Malers Alexander Bening (auch Sanders Bening) (1444–1519) und Katherina Bening (auch Kathelijn/Kathlijn van der Goes) in Gent geboren. Er erlernte in der Werkstatt seines Vaters ebenfalls das Handwerk eines Miniaturen-Malers. Ab 1500 begann er selbstständig zu arbeiten und wurde 1508 in die Buchmalgilde zu Brügge aufgenommen. Er ließ sich dennoch nicht vor 1519 in Brügge nieder, sondern lebte und arbeitete bei seinem Vater, der 1519 starb. Schon in dieser Zeit, als Simon von seinem Vater ausgebildet wurde, lernte er die Arbeiten anderer Buchmaler wie Gerard Horenbout kennen, mit denen er später großartige Handschriften ausmalen sollte. Spätestens 1525 ist Simon Bening der unumstrittene „Star“ der Buchmalszene in Europa.

## Werk
1530 nannte der portugiesische Diplomat und Humanist Damião de Góis Bening den „besten Meister der Buchillustration in ganz Europa“. Zu seinen Meisterwerken gehören das sogenannte „Blumen-Stundenbuch“ (München, Bayerische Staatsbibliothek, Clm 23637), das Gebetbuch für Kardinal Albrecht von Brandenburg (Los Angeles, J. Paul Getty Museum) und das „Da Costa Stundenbuch“ (New York, Pierpont Morgan Library), die Genealogischen Tafeln der Königshäuser von Spanien und Portugal (London, British Library, Add. 12531), das Hennessy-Stundenbuch (Brüssel, Königliche Bibliothek, MS. II. 158),  der „Flämische Kalender“ (München, Bayerische Staatsbibliothek, Clm 23638), das „Silberne Stundenbuch“ (New York, Pierpont Morgan Library, Ms. M.451),  zusammen mit Gerard Horenbout das Croy-Gebetbuch (Wien, Österreichische Nationalbibliothek, Cod. 1858), oder die Statuten des Ordens vom Goldenen Vlies (Madrid, Instituto de Don Juan de Valencia). Von seinen beiden erhaltenen Selbstporträts befindet sich das eine im Metropolitan-Museum in New York und das andere im Victoria-und-Albert-Museum in London.